# Ridin' High (Robert Palmer)
Ridin' High è l’undicesimo album in studio del cantante britannico Robert Palmer, pubblicato nel 1992.

## Tracce
1. Love Me or Leave Me – 3:43 (Walter Donaldson, Gus Kahn)
2. (Love Is) The Tender Trap – 2:35 (Sammy Cahn, James Van Heusen)
3. You're My Thrill – 3:56 (Sidney Clare, Jay Gorney)
4. Want You More – 4:07 (Robert Palmer)
5. Baby, It's Cold Outside – 3:30 (Frank Loesser)
6. Aeroplane – 2:59 (Robert Palmer)
7. Witchcraft – 3:16 (Cy Coleman, Carolyn Leigh)
8. What a Little Moonlight Can Do – 2:41 (Harry Woods)
9. Don't Explain – 2:26 (Billie Holiday, Arthur Herzog, Jr.)
10. Change – 2:40 (Alan Mansfield, Robert Palmer, Saverio Porciello)
11. Goody Goody – 2:50 (Matty Malneck, Johnny Mercer)
12. Do Nothin' Till You Hear from Me – 3:44 (Duke Ellington, Bob Russell)
13. Honeysuckle Rose – 2:40 (Andy Razaf, Fats Waller)
14. No, Not Much – 2:21 (Robert Allen, Al Stillman)
15. Ridin' High – 2:13 (Cole Porter)
16. Hard Head – 3:04 (Eddie Curtis, J. Watson)